# Edward St. John Neale

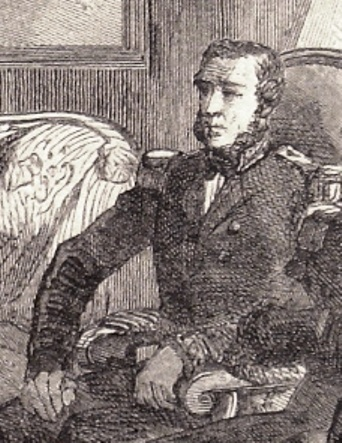
Edward St. John Neale en 1863

Edward St. John Neale (1812-1866) est un lieutenant-colonel et diplomate britannique actif en Asie durant les années 1860. Il a été le Chargé d'affaires britannique au Japon en 1862-1863. Il était en service à Pékin à partir de 1860 après la seconde guerre de l'opium en tant que Secretary of the Legation et a été transféré au Japon en mars 1862, lorsque Rutherford Alcock est rapatrié.

## Au Japon
Le 2 juillet 1863, le colonel Neale mène les négociations pour les réparations à la suite de l'incident de Namamugi de 1862, au cours duquel des étrangers ont été attaqués et un autre tué par des membres du clan Satsuma, Le fait que les Satsuma refusent de présenter des excuses et de payer une réparation conduit au bombardement de Kagoshima par la Royal Navy en août 1863, à laquelle Neale participe à bord du navire HMS Euralyus (en).

## Sources
- Cranmer-Byng, J.L. (1962) The old British Legation at Peking, 1860-1959
- Polak, Christian. (2001). Soie et lumières: L'âge d'or des échanges franco-japonais (des origines aux années 1950). Tokyo: Chambre de Commerce et d'Industrie Française du Japon, Hachette Fujin Gahōsha (アシェット婦人画報社).
- __________. (2002). 絹と光: 知られざる日仏交流100年の歴史 (江戶時代-1950年代) Kinu to hikariō: shirarezaru Nichi-Futsu kōryū 100-nen no rekishi (Edo jidai-1950-nendai). Tokyo: Ashetto Fujin Gahōsha, 2002.  (ISBN 4-573-06210-6 et 978-4-573-06210-8); OCLC 50875162
- Rennie, David Field, The British Arms in North China and Japan, Originally published 1864. Facsimile by Adamant Media Corporation (2005),  (ISBN 1-4021-8184-1)
- Sir Ernest Satow (1921), A Diplomat in Japan, Stone Bridge Classics,  (ISBN 978-1-933330-16-7)
- Denney, John. Respect and Consideration: Britain in Japan 1853 - 1868 and beyond. Radiance Press (2011).  (ISBN 978-0-9568798-0-6)